# 澤列諾格拉茨克
澤列諾格拉茨克 （俄语：Зеленогра́дск，克兰茨）是俄羅斯加里寧格勒州西北部的一個城市，位於薩姆蘭半島連接庫爾斯沙嘴之處，臨波羅的海。2002年人口12,509人。
1945年前屬德國，稱為克兰茨（Cranz，衍生自古普魯士語「海岸」一詞），後以「綠城」為名。